# Мамонтова пустынь
Мамо́нтова пу́стынь — монастырь Мичуринской епархии Русской Православной церкви. Располагается в селе Мамонтово Сосновского района Тамбовской области.

## История
История Мамонтовой пустыни тесно связана с историей распространения и укрепления православия в Тамбовском крае. Пустынь располагалась в 70 верстах от Тамбова по моршанской дороге у села Мамонтово. Село и монастырь носили имя основателя — инока Маманта. В документах Шацкого архива указывалось, что старцу Маманту в 1629 году по велению местной землевладелицы инокини Марфы Ивановны было разрешено открыть пустынь во имя Святителя Николая на Никольской поляне.
В первые десятилетия своего существования монастырь был беден и убог. Грамотой 1634 года запрещалось взыскивать налог с 30 четвертей монастырских земель, поскольку «старец в тоей пустыне живет только сам друг со старцем и питается Христовым именем, а служебников и работников и крестьян нет никого, и с тое земли ему, старцу Маманту, за даточные люди дати нечего».
Постепенно земли заселялись пришельцами из соседней Рязанской области, из-под Наровчата и из Звенигородского уезда; были среди них вольные люди, бобыли и кабальные крестьяне. Всем им оказывалось гостеприимство, на обильных свободных территориях всего было достаточно, а рабочих рук не хватало. Здесь закладывались основы культуры земледелия, впоследствии передаваемые новым поселенцам.
В 1652 году пустынь была приписана к Звенигородскому Саввино-Сторожевскому монастырю с крестьянами, бобылями, их детьми, братьями и племянниками. В писцовых книгах 1677 года указывалось, что в Мамонтовской пустыни у Глубокого озера были две церкви с колокольней, иконами и утварью. Располагались они в одном здании; главная — во имя Николая Чудотворца, придельная — во имя Алексия, Божьего человека. Первым строителем церквей в пустыни был её основатель старец Мамант. К храму примыкала трапезная и паперть, круглый пятистенный алтарь был прирублен отдельно. С правой стороны располагался Алексеевский придел. Церковные главы были отделаны чешуей, кресты — железом. Придельная церковь не случайно была освящена во имя Алексия — ведь наибольшее число вкладов монастырь получил в царствование Алексея Михайловича «для ради покоя вечных благ будущего века». Монастырские владения быстро обогащались; к концу XVII века обитель владела многочисленными коровьими, птичьими, пчелиными дворами. В каждой монастырской деревне были свои старосты, назначенные монастырем, и управляющие-монахи. Хотя пустынь официально была достаточно рано упразднена (1764 год), храмовые и хозяйственные постройки еще долгое время являлись монастырскими.
Новый однопрестольный Николаевский храм был построен по храмозданной грамоте епископа Феодосия (Голосницкого) в 1768—1775 годах. Это была прочная и красивая постройка, существовавшая до первой четверти XX столетия. Она располагалась в пяти саженях от обветшавшего храма на небольшом взгорье возле озера Глубокого. Церковь была срублена из соснового леса.
В новых рубленых приделах, устроенных в 1865 году, разместилась ризница и Покровская церковь. Храмовые иконостасы с витыми колоннами были обильно позолочены. Но представление о внутреннем убранстве мамонтовской церкви было бы неполным без упоминания о деревянных скульптурах, которыми был наполнен этот храм. В нижнем поясе над местными иконами находились изображения херувимов, искусно вырезанных из дерева и покрытых листовым золотом. Над иконостасом — резное распятие, по сторонам — резные изображения Иоанна Богослова и Пресвятой Богородицы. Нижняя часть царских дверей была оформлена деревянными скульптурами евангелистов в полный рост.
После того, как Мамонтова пустынь была упразднена, на месте монастыря стараниями священника с. Мамонтово Алексея Иоанновича Кринова была образована новая община сестер на основе богадельни, в которой проживало к 1912 году двадцать крестьянских вдов.
К маю 1912 года в Мамонтово появился первый каменный храм, построенный на средства прихожан и местного священника Алексея Ивановича Кринова. Главной реликвией храма, освященного в 1915 году, стала древнейшая икона святителя Николая, исполненная на липовой доске высотой в два аршина. Святитель Николай был изображен во весь рост в архиерейском облачении, украшенном золотыми крестами. Главу его украшали венцы, подобные лубочным, в правой руке — стальной меч, в левой — дарохранительница. На обратной стороне иконы, облаченной в серебряный оклад, была чёткая надпись «Никола Можайский». По устному преданию, основатель пустыни старец Мамант нашёл эту икону у трех лип; на том священном месте он и поставил первый монастырский храм. Из спиленных лип была изготовлена церковная утварь, столетия хранившаяся в Николаевской церкви села.
Безвестные моршанские мастера создавали уникальные произведения, украшавшие столетиями церкви этого уезда Тамбовской губернии. Истоки мастерства резчиков по дереву уходили в далекое прошлое. Скульптуры эти, разнообразные по композиции, расписанные красками, как иконы, привлекали исследователей, увидевших в них образцы барокко в деревянной пластике. В 1924 году резные деревянные статуи из северных уездов Тамбовской губернии перекочевали в Моршанский Историко-археологический музей. Среди них было более десяти статуй Христа в терновом венце, некоторые из них — с цепями на руках и ногах; фигуры святых и ангелов; статуи Богоматери и Иоанна-воина; голова Иоанна Крестителя на блюде. Они поступали из Тараксинской, Земетчинской, Пичаевской волостей и из пригородной Федоровской церкви. Но многолетнее отторжение православной культуры привело практически к полной утрате этих великолепных произведений народного творчества для потомков. Несмотря на это и в советское время не прекращался поток верующих людей, стремившихся сюда, в Мамонтово, чтобы помолиться и получить исцеление, окунувшись в Святом озере. На престольный Свято-Никольский праздник 22 мая в Мамонтово приезжает большое число паломников не только с Тамбовской области, но и из соседних областей.

## Современность
С 2003 года началось возрождение Мамонтовой пустыни. По благословению епископа Феодосия, благодаря поддержке губернатора Тамбовской области О. И. Бетина, Председателя Тамбовской областной думы В. Н. Карева и многих тамбовских меценатов и жертвователей устроена купальня на Святом озере, ведется строительство сестринского корпуса, завершается строительство храма.